# Pandbrief
Een pandbrief is een obligatie die door een hypotheekbank is uitgegeven. De door de hypotheekbank verstrekte hypotheken vormen het onderpand van de obligatie. En die hypotheken zijn weer gedekt door hypothecair onderpand; vandaar de naam pandbrief. Door dit onderpand had de obligatie een (voor de bank) iets gunstiger rentetarief.
Door de bankencrisis van 1980 zijn vrijwel alle hypotheekbanken onderdeel geworden van banken of verzekeringsmaatschappijen en wordt daardoor geen pandbrief meer uitgegeven.